# Cheick Sallah Cissé
Cheick Sallah Cissé (Bouaké, Obala Bjelokosti, 19. rujna 1993.) je bjelokošćanski taekwondoaš te aktualni olimpijski i afrički prvak. Njegova pobjeda na Olimpijadi u Riju 2016. je tim veća jer je njome Obala Bjelokosti po prvi puta u svojoj povijesti osvojila zlatnu olimpijsku kolajnu.
Trenutno se natječe za klub INEKA Taekwondo a trenira ga Maître Christian Kragbe.

## Olimpijske igre

### OI 2016. Rio de Janeiro
| Rio de Janeiro 2016. | Rio de Janeiro 2016. | Rio de Janeiro 2016. | Rio de Janeiro 2016. |
| Protivnik            | Zemlja               | Uspjeh               | Natjecanje           |
| -------------------- | -------------------- | -------------------- | -------------------- |
| Piotr Paziński       | Poljska              | 8:2; pobjeda         | predeliminacije      |
| Tahir Güleç          | Njemačka             | 7:1; pobjeda         | četvrtfinale         |
| Oussama Oueslati     | Tunis                | 7:6; pobjeda         | polufinale           |
| Lutalo Muhammad      | UK                   | 8:6; pobjeda         | finale               |